# Tristan Taormino
Tristan Taormino (ur. 9 maja 1971 w Syosset) – amerykańska pisarka feministyczna, publicystka, edukatorka seksualna, aktywistka i reżyserka filmów pornograficznych. Jest siostrzenicą pisarza Thomasa Pynchona.

## Życiorys
Urodziła się w Syosset, w stanie Nowy Jork jako jedyne dziecko Judith Bennett Pynchon i Williama J. Taormino (1943-1995). Jej rodzice rozwiedli się, zanim Tristian skończyła dwa lata, kiedy jej ojciec ujawnił się jako gej. Została wychowana głównie przez matkę na Long Island. Utrzymywała bliską więź ze swoim ojcem, zmarłym na AIDS w 1995. Taormino uczęszczała do Sayville High School na Long Island i była salutatorką jej klasy. W 1993 ukończyła amerykanistykę na Wesleyan University, działała w Phi Beta Kappa Society. 
Wydawała pismo dla lesbijek „On Our Backs”. Publikuje w dziale porad seksualnych w „The Village Voice”. Prowadzi wykłady na uniwersytetach na temat spraw gejów i lesbijek, w tym seksualności, gender i feminizmu, zajmuje się również prowadzeniem warsztatów na temat seksu i relacji międzyludzkich na całym świecie oraz prowadzeniem prywatnych sesji coachingowych dla par i pojedynczych osób. 
Wielokrotnie występowała w telewizji, m.in. w dokumentalnej serii HBO Real Sex (1990), The Howard Stern Show (1990) czy Fox News. 
Swój pierwszy film zrealizowała w 2000 roku. Jako zwolenniczka feminizmu proseksualnego, wyprodukowała i wyreżyserowała wiele filmów określanych jako „feministyczna pornografia”, czyli oddanych idei równości płci. 
Prowadziła prelekcje m.in. na University of North Carolina at Greensboro (2004), Uniwersytecie Princeton i Oregon State University (2011). 
Jest orędowniczką nie-monogamii, popiera też małżeństwa osób tej samej płci. 
Jest autorką książek The Ultimate Guide to Anal Sex for Women (1997), Pucker Up: A Hands-on Guide to Ecstatic Sex (2001), True Lust: Adventures in Sex, Porn and Perversion (2002), Seks analny bez tajemnic (2009, wyd. pol. 2010), The Big Book of Sex Toys (2010) i 50 Shades of Kink: An Introduction to BDSM (2012). Poza tym wydała 12 tomów antologii Lambda Best Lesbian Erotica (1996-2009).
W 2012 roku była nominowana do Adult Video News Award w kategorii „Najlepszy reżyser” za film Vivid Rough Sex 3: Adrianna's Dangerous Mind (2011) i znalazła się na liście finalistów alei sław Hall of Fame X-Rated Critics' Organization.